# 安居海渡
安居 海渡（やすい かいと、2000年2月9日 - ）は、埼玉県川口市出身のプロサッカー選手。Jリーグ・浦和レッズ所属。ポジションはミッドフィールダー（MF）。

## 来歴

### プロ入り前
埼玉県川口市出身で幼少より家族で埼玉スタジアム2002へ通って浦和レッズの試合を観戦し、小学校1年時に父がコーチを務める少年団に入団しサッカーを始める。武南ジュニアユースを経て浦和学院高校に進学し、後にプロ入りする田中和樹らとプレー。FC東京U-23で特別指定選手としてプレーする田中の活躍を見て自らもプロ入りを目指した。
田中を視察に訪れたスカウトの目に留まり、高校卒業後は整った環境やスカウトの目に留まる機会なども考慮してプロ選手を多く輩出する流通経済大学に進学。のちに安居自身も含め、大学の同期は12人がプロ入りした。1年時よりドラゴンズ龍ケ崎にてJFLでプレーしてボランチとして頭角を現し、シーズン終盤にトップチームへ昇格した。3年時には大学屈指のボランチとしてJ1、J2合わせて10クラブほどが獲得に動くなど佐々木旭とともに争奪戦となる中、新監督就任が内定したリカルド・ロドリゲスのサッカーに惹かれ、いずれは行きたいと幼少より憧れ続けた地元浦和レッズへの入団を決意。2021年3月15日、2022年シーズンからの浦和レッズ加入内定が発表された。流経大同期の宮本優太も浦和加入が内定しており、2人はプロでもチームメイトになることとなった。

### 浦和レッズ
2022年シーズンより浦和レッズに加入。2月19日、開幕戦の京都サンガF.C.戦で先発デビューを果たした。4月18日、AFCチャンピオンズリーグ2022・グループF第2節の山東泰山戦でプロ初ゴールを決めた。
2023年3月4日、J1第3節セレッソ大阪戦でJリーグ初ゴールとなる決勝点を決めた。2年目でレギュラーとなり、公式戦54試合出場を果たした。

## プレースタイル
守備時には力強くボールを奪取し、攻撃時には積極的にパスをテンポよく配給する。高校時代は遠藤保仁を手本とし、同じ2月9日が誕生日の日本代表ボランチ・遠藤航を目標に掲げる。流通経済大学サッカー部の中野雄二監督は同部OBの日本代表ボランチ・守田英正より将来的に可能性があると評した。
海渡の名前の由来は「海を渡って海外で活躍してほしい」との願いを込めて父が命名。将来は英・プレミアリーグでのプレーを目指している。

## 所属クラブ
- 2006年 - 2011年 川口朝日リボルバーサッカー少年団
- 2012年 - 2014年 武南ジュニアユースフットボールクラブ（川口市立十二月田中学校）
- 2015年 - 2017年 浦和学院高等学校
- 2018年 - 2021年 流通経済大学
- 2022年 -  浦和レッズ

## 個人成績
| 国内大会個人成績 | 国内大会個人成績 | 国内大会個人成績 | 国内大会個人成績 | 国内大会個人成績 | 国内大会個人成績 | 国内大会個人成績 | 国内大会個人成績 | 国内大会個人成績 | 国内大会個人成績 | 国内大会個人成績 | 国内大会個人成績 |
| 年度             | クラブ           | 背番号           | リーグ           | リーグ戦         | リーグ戦         | リーグ杯         | リーグ杯         | オープン杯       | オープン杯       | 期間通算         | 期間通算         |
| 年度             | クラブ           | 背番号           | リーグ           | 出場             | 得点             | 出場             | 得点             | 出場             | 得点             | 出場             | 得点             |
| 日本             | 日本             | 日本             | 日本             | リーグ戦         | リーグ戦         | リーグ杯         | リーグ杯         | 天皇杯           | 天皇杯           | 期間通算         | 期間通算         |
| ---------------- | ---------------- | ---------------- | ---------------- | ---------------- | ---------------- | ---------------- | ---------------- | ---------------- | ---------------- | ---------------- | ---------------- |
| 2019             | 流経大           | 14               | -                | -                | -                | -                | -                | 2                | 0                | 2                | 0                |
| 2021             | 流経大           | 6                | -                | -                | -                | -                | -                | 1                | 0                | 1                | 0                |
| 2022             | 浦和             | 25               | J1               | 6                | 0                | 0                | 0                | 0                | 0                | 6                | 0                |
| 2023             | 浦和             | 25               | J1               | 31               | 2                | 11               | 0                | 2                | 0                | 44               | 2                |
| 2024             | 浦和             | 25               | J1               | 32               | 2                | 2                | 0                | -                | -                | 34               | 2                |
| 通算             | 日本             | 日本             | J1               | 69               | 4                | 13               | 0                | 2                | 0                | 84               | 4                |
| 通算             | 日本             | 日本             | 他               | -                | -                | -                | -                | 3                | 0                | 3                | 0                |
| 総通算           | 総通算           | 総通算           | 総通算           | 69               | 4                | 13               | 0                | 5                | 0                | 87               | 4                |

| 国際大会個人成績 | 国際大会個人成績 | 国際大会個人成績 | 国際大会個人成績 | 国際大会個人成績 |
| 年度             | クラブ           | 背番号           | 出場             | 得点             |
| AFC              | AFC              | AFC              | ACL              | ACL              |
| ---------------- | ---------------- | ---------------- | ---------------- | ---------------- |
| 2022             | 浦和             | 25               | 6                | 2                |
| 通算             | AFC              | AFC              | 6                | 2                |

出場歴
- Jリーグ初出場 - 2022年2月19日 J1第1節 京都サンガF.C.戦 (サンガスタジアム by KYOCERA)
- Jリーグ初得点 - 2023年3月4日 J1第3節 セレッソ大阪戦 (浦和駒場スタジアム)

その他の国際公式戦
- 2023年
  - AFCチャンピオンズリーグ2023/24・プレーオフ 1試合0得点

## タイトル

### クラブ
流通経済大学
- 関東大学サッカーリーグ戦1部：2021年
- アミノバイタルカップ：2020年

浦和レッズ
- スーパーカップ：2022年
- AFCチャンピオンズリーグ：2022年

### 代表・選抜
関東選抜A
- デンソーチャレンジカップ：2021年

### 個人
- 関東大学サッカーリーグ戦1部 ベストイレブン：2021年[15]
- 関東大学サッカーリーグ戦2部 ベストイレブン：2020年[16]
- デンソーチャレンジカップ 大会ベストイレブン：2021年[17]

## 代表・選抜歴
- 2019年 関東選抜A[18]
- 2020年 関東B・北信越選抜[19]
- 2021年 関東選抜A[20]